# Giovanni Mario Castrilli
Giovanni Mario Castrilli, detto John (Roccamandolfi, 22 novembre 1950), è un politico australiano.
Come membro del Partito Liberale, è stato eletto nell'Assemblea Legislativa dell'Australia Occidentale come rappresentante dell'elettorato di Bunbury nelle elezioni del 2005.